# Maria-Elisabeth Belpaire
Pour les articles homonymes, voir Belpaire.
Maria-Elisabeth Belpaire, née à Anvers le 31 janvier 1853 et morte dans la même ville le 9 juin 1948, est une écrivaine, militante flamande et pédagogue.

## Biographie
Maria-Elisabeth Belpaire voit le jour le 31 janvier 1853. Elle est la quatrième enfant d'une famille bourgeoise. À la mort de son père, elle est élevée chez son grand-père Théodore Teichmann dans la tradition catholique libérale. Elle y étudie les beaux-arts et les langues étrangères.
Maria-Elisabeth rejoint la société Anna Byns, qui crée un établissement scolaire pour filles. En 1892, il est possible d'y suivre une éducation scolaire complète. En 1897, Maria-Elisabeth Belpaire fonde avec Louisa Duyckers l'Extension universitaire pour les femmes. Durant les années suivantes, elle va encore fonder une école moyenne pour jeunes filles ainsi qu'une université catholique flamande.
Maria-Elisabeth Belpaire a contribué à l'émancipation des femmes. Elle poursuit en parallèle une carrière littéraire. Elle a notamment écrit ses mémoires.
En 1898, elle fonde avec August Cuppens le cercle catholique flamingant Eigen Leven. L'objectif est de donner un nouveau dynamisme aux associations catholiques flamandes. Maria-Elisabeth Belpaire est surnommée « la mère du mouvement flamand ». L'année suivante, elle fonde avec Hilda Ram le cercle Constance Teichmann. Les bourgeoises peuvent y apprendre le flamand et la littérature enfantine dans cette langue. 

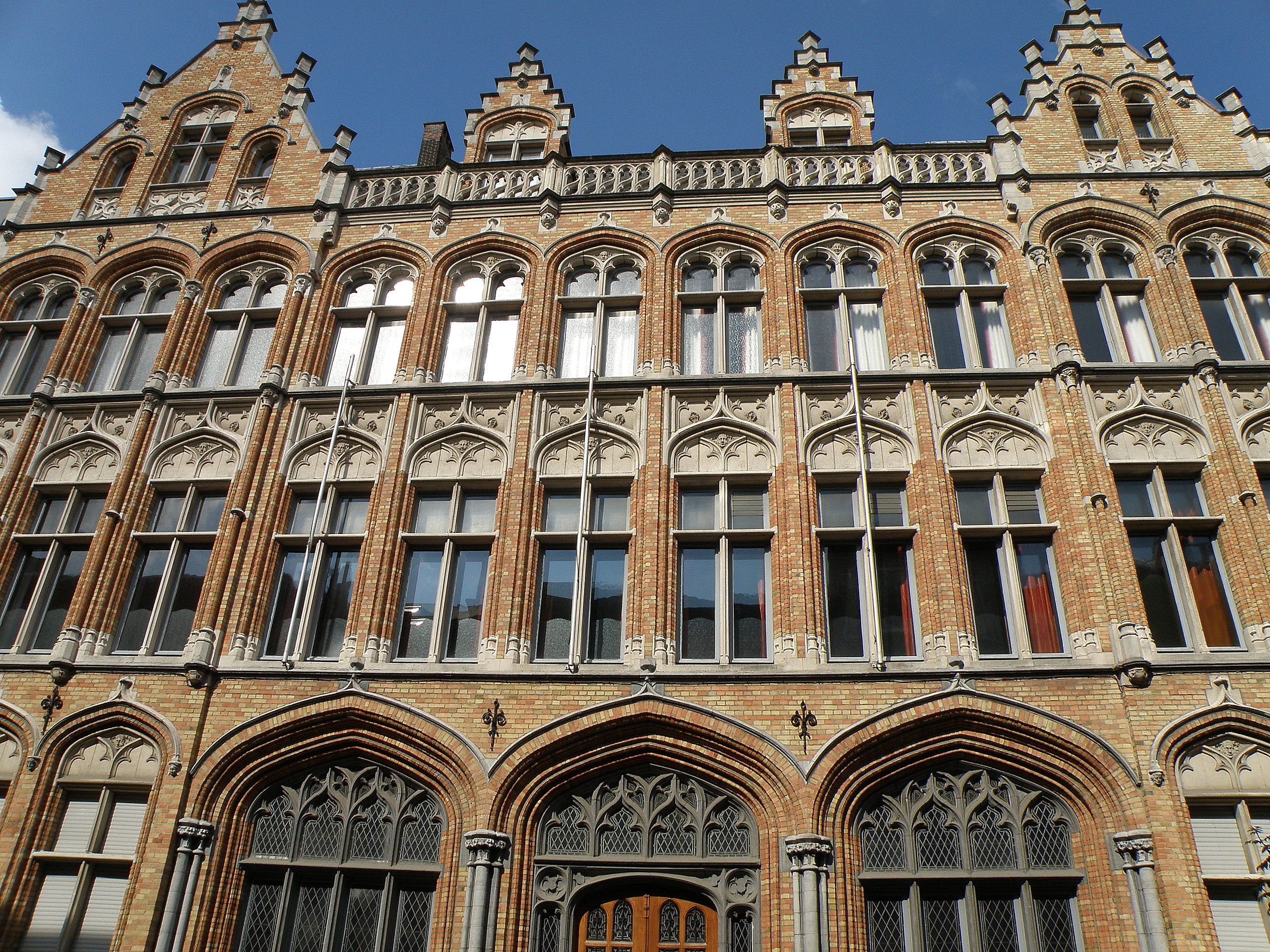
L'Institut Belpaire à Anvers, créé en 1902.

Vers 1902, Maria-Elisabeth Belpaire fonde l'Institut Belpaire. L'école existe encore, non plus de manière complètement autonome, mais comme partie de l'Institut Sint-Ludgardis. 
Maria-Elisabeth Belpaire poursuit ses activités à La Panne durant la Première Guerre mondiale. Elle y organise des rencontres d'écrivains, de politiques, d'aumôniers et d'artistes. Elle crée en 1915 avec Ildefons Peeters De Belgische Standaard. Un an plus tard, elle fonde un cercle destiné aux ouvrières des ateliers militaires de La Panne, le Paulinakring.
Après la guerre, Maria-Elisabeth Belpaire est moins présente dans la vie publique. Soucieuse du bien-être des artistes, elle contribue néanmoins à la création de la Fraternelle Beethoven. En 1943 elle crée l'association Le Dernier des Artistes. 
Pour ses services rendus, elle sera nommée docteur honoris causa de l'UCL et décorée de l'Ordre de Léopold II.
Maria-Elisabeth Belpaire décède à Anvers à l'âge de 95 ans.

## Distinctions
- Grand officier de l'ordre de Léopold II (en novembre 1936).